# Phaeogenes variabilis
Phaeogenes variabilis är en stekelart som beskrevs av Carl Gustav Alexander Brischke 1862. Phaeogenes variabilis ingår i släktet Phaeogenes och familjen brokparasitsteklar. Inga underarter finns listade i Catalogue of Life.